# José Joe Baxter
José 'Joe' Baxter (24 mai 1940-11 juillet 1973) est un militant argentin.

## Présentation
Fils d'un homme irlandais et d'une femme argentine, il commença par militer à 16 ans, en intégrant l'Unión de Estudiantes Nacionalistas Secundarios, organisation nationaliste opposée au péronisme - le régime du général Perón venait d'être renversé par la « Révolution libératrice », un coup d'État catholique-nationaliste. Dès l'année suivante (1957), il cofonde le Mouvement nationaliste tacuara, un groupe antipéroniste, antisémite et fascisant.
Cependant, José Baxter se rapprocha peu à peu de la gauche péroniste, et fonda à 23 ans, avec José Luis Nell (en 1962) le Mouvement nationaliste révolutionnaire tacuara (es) (MNRT), qui organise le braquage du Policlínico Bancario, à Buenos Aires, en août 1963 (le président de facto José María Guido est au pouvoir), au cours duquel ils volent plus de 100 000 dollars. Baxter ne participa pas au braquage lui-même, étant chargé de blanchir l'argent à l'étranger.
Le MNRT entretient quelques liens avec le Mouvement révolutionnaire péroniste (MRP) de Gustavo Rearte, l'un des fondateurs de la Jeunesse péroniste.
Tandis que José Luis Nell rejoint les Montoneros, Joe Baxter collabore à la création des Tupamaros uruguayens, avant de participer aux combats du Vietcong ainsi qu'à l'offensive du Tet. Il voyage à Paris en 1968, assistant même au mai 68, et rencontrant des membres de la Quatrième Internationale trotskyste. C'est aussi à Paris qu'il fait la rencontre du révolutionnaire Mario Santucho, qui le présenta, de retour en Argentine, au PRT. Baxter intégra par la suite sa branche armée, l'Ejército Revolucionario del Pueblo, puis dirigea une scission de ce groupe, ERP-Fraction Rouge, avant de se réfugier au Chili d'Allende. Il meurt dans un accident d'avion à Orly le 11 juillet 1973 sur le vol 820 Varig.